# کلنو علیا
کلنوعلیا، روستایی است از توابع بخش مرزن‌آباد شهرستان چالوس در استان مازندران ایران.

## جمعیت
این روستا در دهستان بیرون‌بشم قرار دارد و براساس سرشماری مرکز آمار ایران در سال ۱۳۸۵، جمعیت آن ۶۶۶ نفر (۱۶۷خانوار) بوده‌است. مردم کلنو علیا از قومیت طبری هستند. مردم کلنو علیا به زبان طبری با گویش چالوسی سخن می‌گویند.